# Torry Larsen
Torry Larsen (* 11. April 1971 in Ålesund) ist ein norwegischer Abenteurer und Polarforscher.
Der Elitesoldat traf 1992 mit Rune Gjeldnes zusammen, der ebenfalls aus der Provinz Møre og Romsdal stammt.
1994 unternahmen sie die Umanaq-Isertoq-Expedition in Grönland. Zwischen dem 19. März und dem 12. Juni 1996 gelang es beiden, Grönland der Länge nach zu durchqueren. Dabei legten sie 2895 Kilometer in 86 Tagen ohne Luftunterstützung zurück.
Im Jahre 2000 überquerten er und Rune Gjeldnes als Erste ohne weitere Unterstützung den Arktischen Ozean von Sewernaja Semlja über den Nordpol nach Kanada im Rahmen der Arctic Ocean 2000-Expedition. Die Entwicklung des Spezial-Schlittens für diese Expedition hatte zwei Jahre in Anspruch genommen.
2001 Jahr gehörte Larsen wieder zum Team von Gjeldnes, als dieser eine Paddeltour durch Venezuela unternahm.